# Gottfried II. von Villehardouin

Wappen des Fürstentums Achaia

Gottfried II. von Villehardouin (* 1195; † 1246) war Fürst von Achaia von 1228 bis 1246. Er war der älteste Sohn von Gottfried I. von Villehardouin.
Gottfried wurde von dem lateinischen Kaiser von Konstantinopel Peter von Courtenay anerkannt. 1217 hatte er Agnes de Courtenay, eine Tochter von Peter von Courtenay und Jolante von Flandern, geheiratet. Er setzte die Politik seines Vaters fort und machte sich die lateinischen Priester zu Feinden, indem er ihre Aktivitäten und Finanzen beschränkte. Dafür wurde Gottfried II. vom Papst exkommuniziert. Wegen der schwierigen Situation des Lateinischen Kaiserreichs, das seine Unterstützung benötigte, wurde die Exkommunikation aufgehoben.
Von den Steuern, die er der Kirche auferlegte, ließ er eine Festung in Elis, die Burg Chlemoutsi, erbauen (nach anderen Quellen war es Gottfried I. von Villehardouin). Gottfried II. von Villehardouin unterstützte die orthodoxen Priester, die von der Besteuerung und vom Militärdienst ausgenommen wurden.
Er baute eine starke Armee und Flotte auf, so dass er in der Lage war, 1236, als Johannes III. Konstantinopel belagerte, zur Verteidigung der Stadt 100 Ritter, 800 Bogenschützen und sechs Schiffe aufzubieten. Er unterstützte außerdem das Lateinische Kaiserreich mit 22.000 Hyperpyra. In Anerkennung seiner Leistungen erhielt er vom Kaiser das Ägäische Meer, Evoia und mehrere Orte in Sterea Hellas.
Gottfried starb 1246 und wurde in seiner Hauptstadt Andravida, in der Kirche des Klosters St. Jakob, begraben. Sein Nachfolger wurde sein Bruder Wilhelm II. von Villehardouin.